# Condyloderes paradoxus
Condyloderes paradoxus är en djurart som tillhör fylumet pansarmaskar, och som beskrevs av Higgins 1969. Condyloderes paradoxus ingår i släktet Condyloderes och familjen Centroderidae. Inga underarter finns listade i Catalogue of Life.